# Urgeschichte Bayerns
Die Urgeschichte Bayerns umfasst den Zeitraum vom frühesten Auftreten des Menschen im heutigen Freistaat Bayern während der Altsteinzeit bis zum Beginn der Frühgeschichte, die in Bayern mit dem Aufkommen schriftlicher Quellen während der Römischen Kaiserzeit beginnt. Während der urgeschichtlichen Epochen gab es bereits bevorzugte Siedlungsräume, die denen der jüngeren Geschichte Bayerns ähneln. Eine bedeutende Rolle spielte zu allen Zeiten das Donautal: zunächst als angenommene Route der Einwanderung des Cro-Magnon-Menschen, später (nach der Jungsteinzeit) zunehmend als Fernhandelsweg. Im Gegensatz dazu ist der Siedlungsausbau in den Mittelgebirgen oft erst in der vorrömischen Eisenzeit erfolgt.

## Altsteinzeit

### Altpaläolithikum
Siedlungsspuren aus dem Altpaläolithikum (ca. 600.000–300.000 vor heute) sind in Bayern bislang nicht eindeutig belegt. Die Ursache dafür liegt überwiegend in der Tatsache begründet, dass Steingeräte dieser Zeitstellung oft nur über den Schichtzusammenhang zweifelsfrei datiert werden können, während Oberflächenfunde nur wenig diagnostische Kriterien zur Eingrenzung des Alters der Werkzeuge liefern. Sedimentabfolgen des gesamten Mittelpleistozäns konnten in der Lössgrube von Attenfeld (Lkr. Neuburg-Schrobenhausen) sowie in der Ziegeleigrube von Hagelstadt (Lkr. Regensburg) dokumentiert werden. Leider wurden in Attenfeld nur umstrittene Steinwerkzeuge gefunden, wie der 1989 vom Profil abgesammelte „Proto-Faustkeil“ aus Quarzit. Der Schichtzusammenhang in der Lössabfolge stellt ihn zwar in die frühe Mindel-Kaltzeit, dennoch wird das Stück heute von der Mehrheit der Prähistoriker als Geofakt angesehen.
Von Flussterrassen und ihren Schotterkörpern gibt es diverse Einzelfunde von Faustkeilen. Keiner dieser Funde ist jedoch in einem umgebenden Sediment gefunden worden, das eine eindeutige Datierung erlaubt. So schreibt Wolfgang Weißmüller im Jahre 2002: „Profile mit archäologischen Relikten stehen im bayerischen Donauraum erst für den Zeitraum nach der letzten Warmzeit...zur Verfügung.“
Eine Revision bezüglich der Objekte, die aus gesichert mittelpleistozänen Terrassen stammen und damit geologische Argumente ihrer Altersstellung liefern, grenzt ihre Zahl und damit die Beweise für die Anwesenheit von Homo heidelbergensis bzw. des frühen Neandertalers in Bayern stark ein. Lediglich für den Faustkeil von Wörleschwang (Lkr. Augsburg) besteht aufgrund der Fundlage auf der risszeitlichen Hochfläche – 60 m über der heutigen Talsohle des Zusamtals gelegen – eine hohe Wahrscheinlichkeit, dass dieser in das Mittelpleistozän zu stellen ist. Am Schweiklberg (Vilshofen an der Donau) ist neben einem Faustkeil auch ein Cleaver als typisches Werkzeug des Acheuléens belegt, während das andere Inventar aus Sicht der Ausgräber keine zeitlich eingrenzbaren Merkmale zeige.

### Mittelpaläolithikum
Einzelfunde aus Schotterkörpern

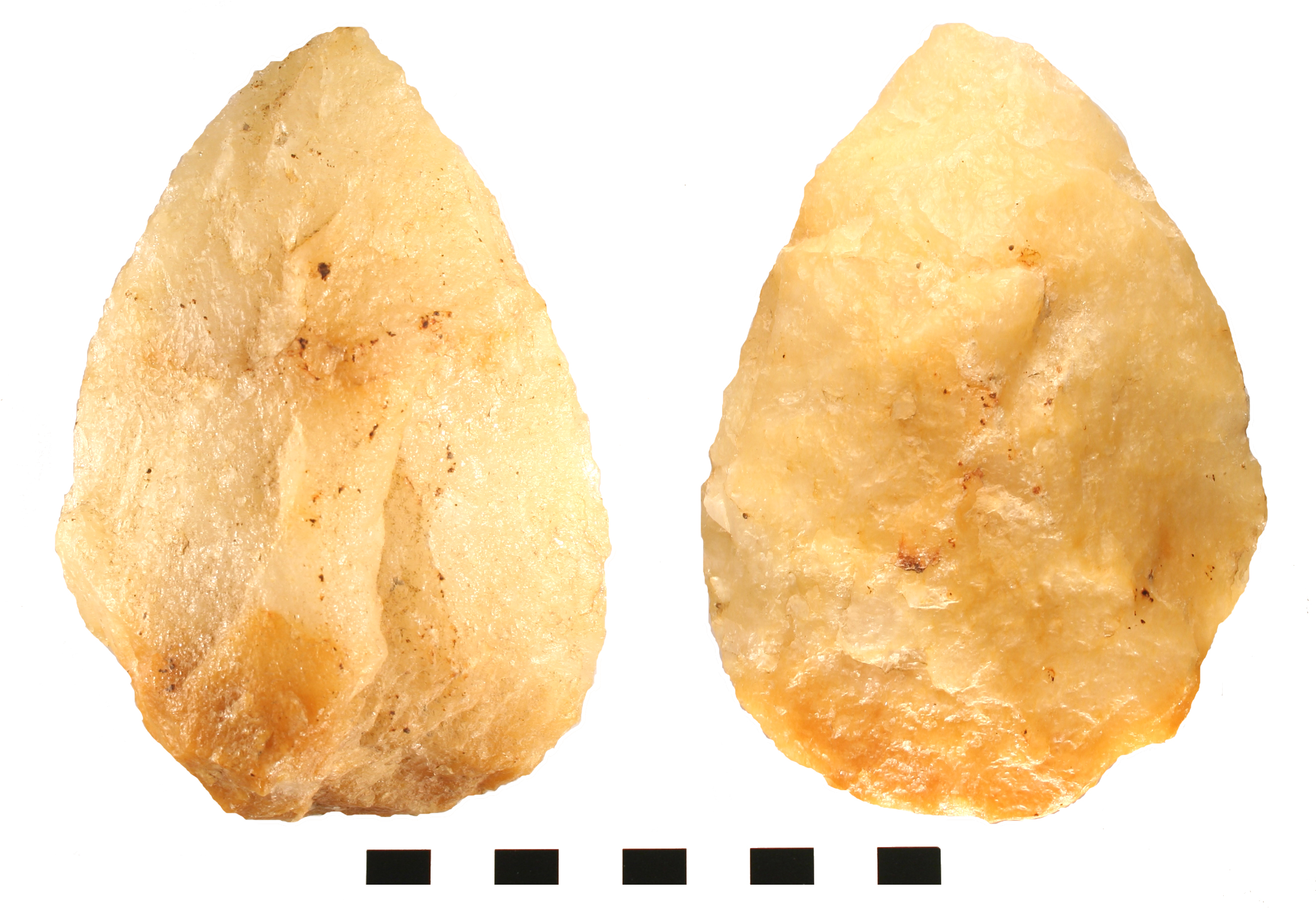
Faustkeil von Wörleschwang

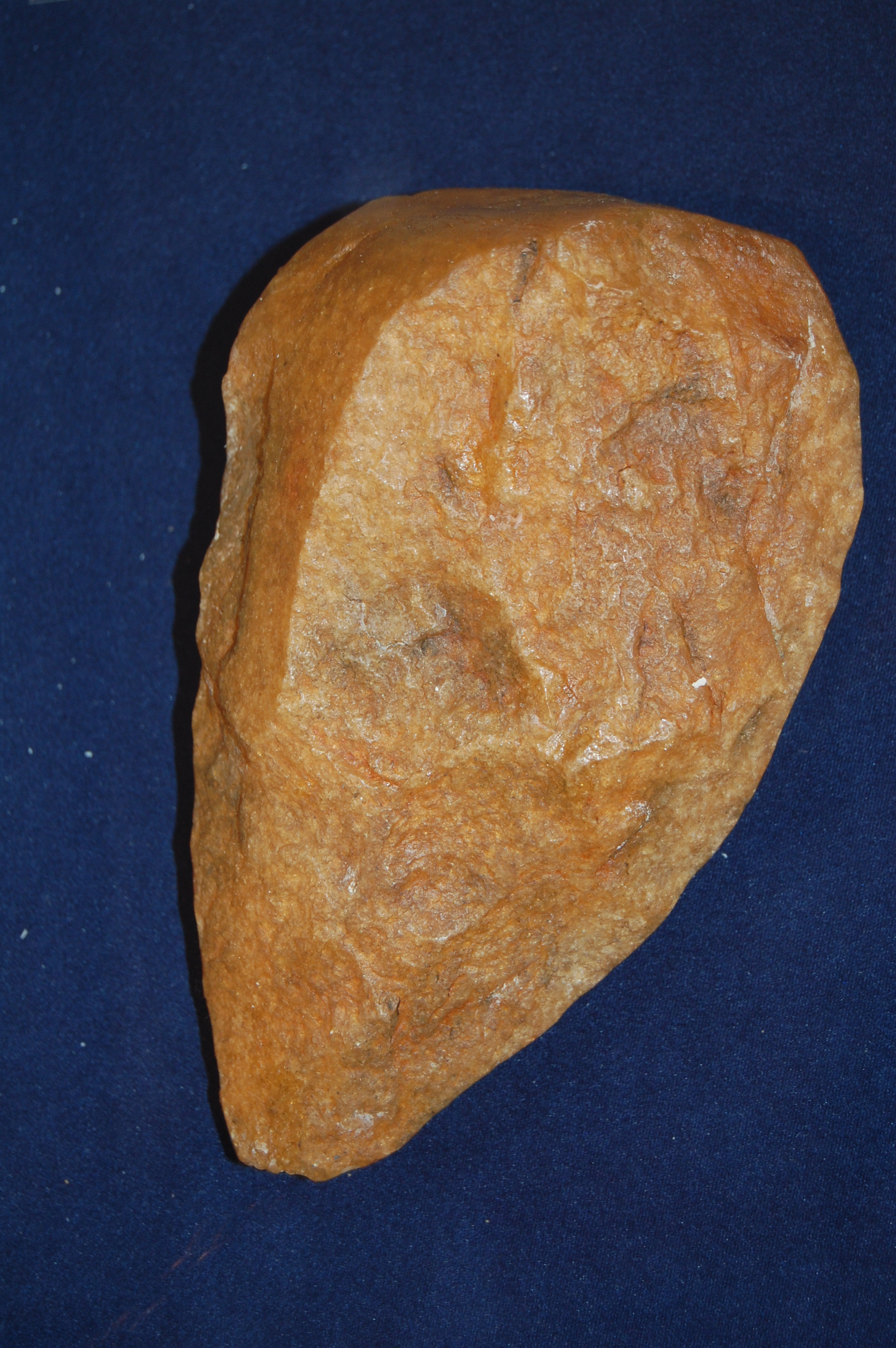
Faustkeil von Pösing, Kallmünzer, Länge 15 cm

Faustkeile mit formenkundlichen Merkmalen, die dem Acheuléen (300.000 – 130.000 vor heute) zugeschrieben wurden, gibt es zum Beispiel aus den Gemarkungen Ried (Faustkeil von Ried), Biburg (Lkr. Kelheim), Saal an der Donau, Schweiklberg und Wörleschwang (Lkr. Augsburg). Typische Merkmale von Faustkeilen wurden gemäß François Bordes aus Umrissform und Proportionen abgeleitet, die dieser in den 1950er Jahren zur Unterscheidung von Faustkeilen der letzten und vorletzten Kaltzeit postuliert hatte. So seien die Faustkeile von Pösing, Biburg und Saal aufgrund ihrer gestreckt herz- bis mandelförmigen Umrissform einem mittleren bis oberen Acheuléen zuzuordnen, obwohl der Faustkeil von Saal stratigraphisch eindeutig aus Niederterrassenschottern der Würm-Kaltzeit stammt.
Neueren Arbeiten zufolge lässt sich eine zeitliche Obergrenze von Faustkeilformen des Jung-Acheuléen erst in der Mitte der letzten Kaltzeit ziehen. Weil würmzeitliche Schotter weit häufiger aufgeschlossen sind als die der älteren Kaltzeiten, sind die meisten isoliert gefundenen Faustkeile daher wahrscheinlich in die frühe Würm-Kaltzeit (ca. 100.000–65.000 vor heute) zu datieren. Neben dem Faustkeil von Wörleschwang bildet der Faustkeil von Pösing (Lkr. Cham) hier eine weitere, jedoch ebenfalls nicht sicher belegte Ausnahme. Der Fund stammt aus Schottern des Regens in der Cham-Further Senke, die möglicherweise in die Riß-Kaltzeit (200.000 – 130.000 vor heute) zu datieren sind. Damit wäre es der älteste bekannt gewordene archäologische Fund der Oberpfalz. Das Original wird im Historischen Museum Regensburg ausgestellt, wo sein Alter mit 250.000 Jahren angegeben wird. Andere Altersangaben gehen von (stark gerundeten) 100.000 Jahren aus, da in der Eem-Warmzeit die letzte Verlagerung der umgebenden Schotter angenommen wird. Von Interesse sind außerdem Faustkeile aus der Höhlenruine Beixenstein unterhalb der Abschnittsbefestigung Hünenring bei Ried (Landkreis Eichstätt), die aus qualitätvollen Jurahornsteinen bestehen. Diese wurden an der Basis der Höhlenschichten gefunden, wobei der Archäologe Karl Heinz Rieder auch die Erhaltung vorwürmzeitlicher Sedimente in Betracht zieht.
Das Dilemma einer fehlenden Stratigraphie betrifft auch die etwa 100 oberflächig aufgelesenen Geröllgeräte aus Weißenbrunn (OT Hummendorf) und von der Wachtersmühle (beide Lkr. Kronach), die in der ur- und frühgeschichtlichen Sammlung der Universität Erlangen ausgestellt sind. Die Funde wurden aufgrund morphologischer Kriterien zunächst ins Altpaläolithikum, später ins Mittelpaläolithikum gestellt. Die als Artefakte klassifizierten Objekte (Chopper und Chopping Tools) aus Schottern der Rodach sind mehrheitlich aus flachen Lyditgeschieben hergestellt worden. Die Lage auf der 25-m- bzw. 40-m-Terrasse der Rodach spreche, obwohl es sich um Oberflächenfunde handelt, für eine Einstufung am „Ende des Riss-Würm-Interglazials“.
Neandertaler-Fossilfunde
Aus der frühen Würm-Kaltzeit stammen die ältesten Menschenreste Bayerns: In der Schicht M2 der Sesselfelsgrotte bei Essing wurde das Fragment eines Milchbackenzahns (m2 sup. sin.) eines Neandertalers gefunden (Fossilbezeichnung Sesselfelsgrotte 2), das nach dem Schichtzusammenhang mindestens etwa 70.000 Jahre alt ist. Aus derselben Höhle stammt ein weiterer Neandertaler-Milchbackenzahn (m2 inf. sin.) aus den G-Schichten, gemäß dieser Schichtzugehörigkeit etwa 50–40.000 Jahre alt (Fossilbezeichnung Sesselfelsgrotte 3). Hinzu kommt das teilweise erhaltene Skelett eines Neandertaler-Fötus, der offenbar in einer Grube innerhalb der G-Schichten deponiert worden war (Fossilbezeichnung Sesselfelsgrotte 1). In der schräg im Tal gegenüber liegenden Unteren Klausenhöhle fand Manfred Moser aus Regensburg ein stark s-förmig gekrümmtes Schlüsselbeinfragment, für das das Kürzel „Neuessing 3“ vorgeschlagen wurde und das möglicherweise von einem Neandertaler stammt. Ein heute verschollener Milchschneidezahn eines Neandertalers aus der Klausennische wurde 1936 von Wolfgang Abel publiziert. Ein zunächst ebenfalls dem Neandertaler zugeschriebener Weisheitszahn (m3 inf. dex.) aus der Schicht F2 der Höhlenruine von Hunas (Hersbrucker Land) wurde in einer Neubestimmung hingegen als rezenter Homo sapiens klassifiziert.
Grabungsinventare der frühen und mittleren Würm-Eiszeit
Das umfangreichste mittelpaläolithische Inventar Bayerns mit insgesamt etwa 400.000 Artefakten stammt von Ausgrabungen der 1960er und 1970er Jahre am Speckberg bei Meilenhofen (Fundverbleib in der Archäologischen Staatssammlung). Auch Höhlen der Fränkischen Alb wurden von Neandertalern aufgesucht: Im Hohlen Fels bei Happurg und der Petershöhle bei Hartenstein (beide Landkreis Nürnberger Land) fand Konrad Hörmann, seinerzeit Kustos der NHG, schon zu Beginn des 20. Jahrhunderts mittelpaläolithische Artefakte und Reste eiszeitlicher Fauna. Auch das Kühloch bei Königstein (Lkr. Sulzbach-Rosenberg) enthielt Werkzeuge und Tierknochenreste aus der Neandertalerzeit.
Als Siedlungsraum weist das untere Altmühltal in Bayern die größte Fundstellendichte des würmzeitlichen Mittelpaläolithikums auf:
- Moustérien-Funde aus einer Grabung des Jahres 1915 sind aus dem Großen Schulerloch überliefert.[33][34]
- Bei Ausgrabungen in der Sesselfelsgrotte von 1964 bis 1981[35] wurden Siedlungsschichten mit Feuersteinartefakten des Moustérien[36] und Micoquien[37] gefunden.
- Die Klausennische (gegenüber Neuessing) diente Gerhard Bosinski zur Bezeichnung des Keilmesser-Typs „Schambach“, womit er zugleich einen Inventartyp des Micoquiens definierte.[38] Einen anderen Inventartyp des Micoquiens stellt ihm zufolge der Hohle Stein bei Schambach dar.[38]

Spätmittelpaläolithische Blattspitzen
Den fundreichsten Platz der Blattspitzen-Gruppe (ca. 60–40.000 vor heute) in Bayern bilden die Weinberghöhlen bei Mauern (OT. von Rennertshofen) im Wellheimer Trockental. Hier wurden seit 1935 durch den Neuburger Heimatpfleger Michael Eckstein erste mittelpaläolithische Funde geborgen. Ausgrabungen wurden 1937 unter Leitung von Robert Rudolf Schmidt, 1937–1939 durch Assien Bohmers und 1947–1949 unter Leitung von Lothar Zotz durchgeführt.
Fünf mittelpaläolithische Blattspitzen aus der Obernederhöhle (nahe Essing) belegen Aufenthalte im späten Mittelpaläolithikum. Trotz des gestörten Schichtzusammenhangs beweisen zwei Jerzmanowice-Spitzen sowie eine massive Knochenspitze, dass diese Höhle auch nachfolgend im frühen Jungpaläolithikum besiedelt war. Spät-mittelpaläolithische Blattspitzen gibt es außerdem aus der Klausennische, aus Kösten (Ortsteil von Lichtenfels, Oberfranken) sowie aus Metten, Albersdorf (Ortsteil von Vilshofen an der Donau) und Flintsbach-Hardt (Ortsteil von Winzer) in Niederbayern. Während Lothar Zotz und Gisela Freund für diesen Inventartyp des späten Mittelpaläolithikums den Begriff „Präsolutréen“ prägten, schrieb Wolfgang Weißmüller hier in Anknüpfung an das östliche Mitteleuropa vom Szeletien. Weißmüller nennt weiterhin folgende bayerische Fundplätze mit Blattspitzen: die Höhle „Steinerner Rosenkranz“ (Lkr. Eichstätt), Eitensheim (Flur „Windhöhe“), die Buchberghöhle bei Münster (Niederbayern) und Offenberg. Hinzu kommt der Fundplatz Zeitlarn aus der Nähe von Regensburg.

### Jungpaläolithikum
Aurignacien
Ein Fundplatz des älteren Aurignacien liegt bei Regensburg an der Fundstelle Keilberg-Kirche, der zugleich die früheste Besiedlung des bayerischen Donauraums durch den anatomisch modernen Menschen (Cro-Magnon-Mensch) belegt. Funde des Aurignacien gibt es außerdem in der Fischleitenhöhle bei Mühlbach (Gde. Dietfurt an der Altmühl), der Obernederhöhle (bei Essing) und vom Oberflächenfundplatz Vornbach (Lkr. Passau) auf einer Hochfläche oberhalb des Inns.
Gravettien

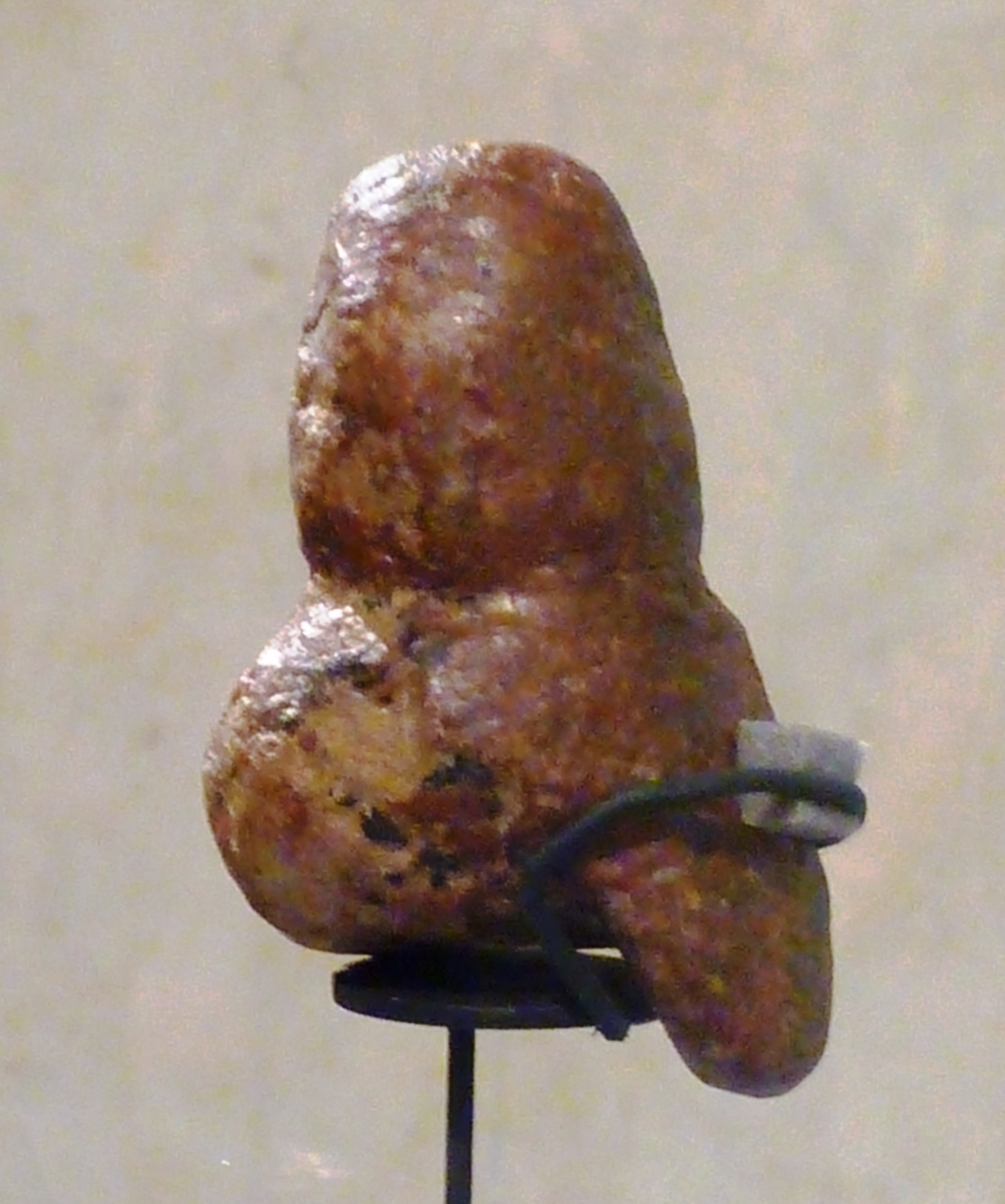
Venus von Mauern

Bei den 1948/49 in den Weinberghöhlen bei Mauern durchgeführten Grabungen wurden neben mittelpaläolithischen Funden in den oberen Schichten Funde des Gravettien geborgen, darunter am 24. August 1948 die Venus von Mauern, eine 7,2 Zentimeter große, mit Rötel eingefärbte Kalksteinfigur (Fundlage am äußeren Hang zwischen Höhle 2 und 3). Finder dieser so genannten Venusfigurine war der Grabungsteilnehmer Christoff von Vojkffy.
Ein weiterer der in Bayern seltenen Fundplätze des Gravettiens ist das Abri im Dorf (auch „Abri 1“ oder „Abri Schmidt“, nach dem Grundbesitzer K. Schmidt) am Talrand von Essing (Lkr. Kelheim). Hier wurde 1959 durch Olaf H. Pruefer (Cleveland Museum of Natural History, USA) und den Erlanger Prähistoriker Lothar Zotz die bisher einzige Grabung durchgeführt. Ein aus der basalen Fundschicht (Schicht E) stammendes Objekt aus Mammutelfenbein hat Ähnlichkeit mit den als „Schaufeln“ bezeichneten Geräten aus Pavlov und Předmostí (Vorort von Přerov). Derlei Objekte sind bislang nur aus dem Pavlovien bekannt, der mährischen Fazies des Gravettiens. Daher gibt die Schaufel vom Abri 1 das wichtigste Indiz für die Einordnung der fundführenden Schicht.
Ein nur teilweise untersuchter Gravettienfundplatz liegt bei Salching (Lkr. Straubing-Bogen), der vor allem durch den Fund einer so genannten Font-Rôbert-Spitze typologisch aussagefähig ist. In Spardorf bei Erlangen wurde in Löss-Ablagerungen ein Klingenkratzer gefunden, der ebenfalls dem Gravettien zugeschrieben wird.
Zeit des letzten Kältemaximums der Würmeiszeit
Der Speckberg bei Meilenhofen enthielt neben dem umfangreichen Inventar des Mittelpaläolithikums auch Schichten des Jungpaläolithikums. Trotz des stratigraphisch oft unklaren Zusammenhangs lässt sich dieses Inventar sehr wahrscheinlich einem späten Jungpaläolithikum zuordnen, mit Anklängen an das Badegoulien. Aus demselben Zeithorizont (kurz nach dem Kältemaximum der Würmeiszeit) stammt die Bestattung aus der Mittleren Klausenhöhle bei Essing, zugleich die älteste erhaltene Bestattung in Deutschland. Aufgrund einer Blattspitze, die von den Ausgräbern als Grabbeigabe angesehen wurde, stellte Ferdinand Birkner das Grab in die Solutré-Stufe. Eine später in Oxford durchgeführte Radiokohlenstoffdatierung eines Knochens erbrachte 18.590 ± 260 BP (OxA-9856) (14C-Jahre). Das radiometrische Alter bestätigt den Zeithorizont des späten Solutréens, dennoch wurde die Blattspitze später aufgrund typologischer Kriterien als spätmittelpaläolithisch und nicht dem Grab zugehörig bewertet.
Magdalénien
Das Magdalénien ist in Bayern – von wenigen unsicheren Altfundstellen abgesehen – ausschließlich auf den Donauraum und deren Nebentäler (Unteres Altmühltal, Unteres Naabtal) beschränkt. Aus der Mittleren Klause mit Fundhorizonten des mittleren und späten Magdaléniens stammt ein verzierter Lochstab, der das frontale Gesicht eines Bisons („en face“) zeigt. Auch in der Oberen Klausenhöhle wurden in zwei Schichten des Magdaléniens eine Reihe von Artefakten gefunden. Das Magdalénien-Inventar der Kastlhänghöhle bei Prunn (OT Pillhausen) wurde bereits zwischen 1888 und 1907 bei unsystematischen Ausgrabungen geborgen. Eine Reihe von Magdalénien-Fundplätzen gibt es außerdem an den Talrändern von Donau und Naab in der Umgebung von Regensburg. Dazu gehören die Freilandstation Barbing und die Tunnelhöhle bei Sinzing (beide Lkr. Regensburg). Im Nördlinger Ries liegt der Fundplatz am Kaufertsberg bei Appetshofen (Lkr. Donau-Ries).
Eine gravierte Kalksteinplatte aus dem Hohlenstein (Gemeinde Ederheim, Lkr. Donau-Ries) zeigt einen Pferdekopf und drei schematische Frauensilhouetten vom Gönnersdorfer Typ (spätes Magdalénien). Als magdalénienzeitliche Gravuren bezeichnete Linien an den Felswänden der Mäanderhöhle (Lkr. Bamberg) sind bislang unbestätigt.
Für das Magdalénien in Nordbayern wurde nur ein Fundplatz der Fränkischen Schweiz ins Feld geführt (Rennerfels, Schicht VI), was später jedoch revidiert wurde.
Spätpaläolithikum
In der Amberger Senke, dem Oberpfälzischen Hügelland, dem Regnitztal, dem Donaumoos und Teilen Niederbayerns gibt es eine große Anzahl spätpaläolithischer Fundplätze, die in Bayern allgemein als „Rückenspitzen-Gruppen“ bezeichnet werden. Der Heimatforscher Werner Schönweiß führte im Jahre 1974 für Franken und die Oberpfalz den Begriff „Atzenhofer Gruppe“ ein. Der namengebende Fundplatz liegt auf einer Düne im heutigen Fürth, die gemäß Schönweiß an das Ende der Jüngeren Dryas zu datieren sei, was der späten Ahrensburger Kultur (Norddeutschland) entsprechen würde. Der Prähistoriker Friedrich Naber ging später für Fürth-Atzenhof von einem „frühpostglaziales Alter“ der Düne aus, das heißt, er stellt das Rückenspitzen-Inventar der Hauptfundschicht ins Frühmesolithikum. Demzufolge wäre der Begriff „Atzenhofer Gruppe“ ungeeignet zur Benennung der gesamten „Rückenspitzen-Gruppen“, da Inventare mit Rückenspitzen über einen weit längeren Zeitraum – etwa drei- bis viertausend Jahre – existierten. Naber schlug daher 1974 eine Gliederung in die „Colmberger Gruppe“ vor, die er mit dem Alleröd-Interstadial synchronisierte und synonym als Endpaläolithikum bezeichnete, dem die enger gefasste „Atzenhofer Gruppe“ des Epipaläolithikums folgte (hier im Sinne von Frühmesolithikum).
Unabhängig von lokalen Terminologie-Vorschlägen lassen sich die in Bayern das gesamte Postmagdalénien umfassenden „Rückenspitzen-Gruppen“ kaum mit dem überregional gebräuchlichen Begriff Federmesser-Gruppen in Einklang bringen, der ansonsten nur für Fundkomplexe des Alleröd-Interstadials gebräuchlich ist. In Nordbayern wird von einer Laufzeit der Rückenspitzen bis ins Frühmesolithikum ausgegangen. Dies zeigt sich am Fundplatz Sarching (Lkr. Regensburg), wo es sowohl einen spätpaläolithischen Fundhorizont als auch eine stratigraphisch darüberliegende frühmesolithische Fundschicht mit Rückenspitzen gibt. Im Vergleich ist lediglich der Trend zur Verkleinerung („Mikrolithisierung“) dieser Leitform festzustellen, es gibt aber keinen Unterschied in Form und Art der Retuschierung.

## Mittelsteinzeit

### Frühmesolithikum
Per Definition beginnt das Frühmesolithikum mit dem Beginn des Holozäns, also nach dem Ende des letzten eiszeitlichen Kälteeinbruchs (Jüngere Dryaszeit). Im Werkzeugbestand gibt es auf dem Gebiet Bayerns jedoch keinen signifikanten Unterschied zwischen Spätpaläolithikum und Frühmesolithikum. Mehrere solcher frühmesolithischer Freilandfundplätze wurden seit den 1970er Jahren in Sanddünen der rechten Donauseite in den Gemarkungen Barbing und Sarching (Lkr. Regensburg) ausgegraben. In Sarching wird die frühmesolithische Fundschicht mit Rückenspitzen anhand von 14C-datierten Knochenkohlen auf etwa 8800 v. Chr. datiert. Demzufolge besteht für die bayerischen Rückenspitzen eine chronologische Laufzeit von etwa 4000 Jahren.
Großflächige Ausgrabungen zum Frühmesolithikum wurden im Jahre 2005 nahe dem Hopfensee im Allgäu durchgeführt. Der Fundplatz war bereits seit den 1980er Jahren durch verschiedene Sondagen bekannt. Er ist Teil einer mesolithischen Siedlungslandschaft, zu der auch der Forggensee gehört. Die Stufengliederung des südwestdeutschen Beuroniens für das Frühmesolithikum fand keinen Eingang in die bayerische Terminologie.

### Spätmesolithikum
Für das Spätmesolithikum wurde lange Zeit überregional der Begriff Tardenoisien verwendet, nur in Bayern ist dieser Begriff auch noch in jüngerer Zeit in Verwendung.
Bedeutend war zu Beginn des 20. Jahrhunderts der Fund eines „Schädelnestes“ von 33 Kopfbestattungen in der Großen Ofnethöhle bei Nördlingen. Da diese Form prähistorischer Teilbestattungen zu Beginn des 20. Jahrhunderts nur aus der Höhle von Mas d’Azil bekannt war, wurden die Funde zunächst dem Azilien (der ausgehenden Altsteinzeit) zugeschrieben. Später wurden die Schädel mittels Radiokarbonmethode auf ca. 7700 v. Chr. und damit ins Spätmesolithikum datiert.
Der Bauingenieur und Hobby-Archäologe Carl Gumpert führte in den 1920er Jahren in Abris der Fränkischen Schweiz und des Unteren Altmühltals Ausgrabungen durch, auf deren Grundlage er die regionale Mittelsteinzeit gliederte. Der Prähistoriker Friedrich Naber unternahm in den Jahren 1963–1964 weitere Grabungen in Abris der Fränkischen Schweiz, von denen viele bereits durch unwissenschaftliche Grabungen im Schichtzusammenhang zerstört waren. Eine intakte Stratigraphie wies der Abri Schräge Wand im Bärental auf, der neben typischen Mikrolithen auch Siedlungsspuren der Mittelsteinzeit enthielt.
Siedlungskammern des Mesolithikums gibt es außerdem im Haspelmoor, am Rand der Münchner Schotterebene und dem Donaumoos.

## Jungsteinzeit

### Frühneolithikum
Einwanderer der frühneolithischen Kultur mit Linearbandkeramik (LBK) ließen sich kurz nach 5500 v. Chr. erstmals auf bayerischem Terrain nieder. Die Bevorzugung von auf Löss gewachsenen fruchtbaren Böden führte dazu, dass Pioniersiedlungen an den Talhängen der Flüsse Donau, Main, Isar und Altmühl gegründet wurden. Nach derzeitigem Forschungsstand lag die erste Siedlungskammer der ältesten Linearbandkeramik (äLBK) des Freistaats in Mainfranken, die frühesten 14C-Daten stammen aus Schwanfeld (Lkr. Schweinfurt). Bis vor kurzem galt die Kontinuität in Teilen der materiellen Kultur (Feuersteinbearbeitung, Felsgesteingeräte) als Hinweis für die Bevölkerungskontinuität seit dem Spätmesolithikum. Neue Vergleiche an der mitochondrialen DNA und dem Genom von Mesolithikern und frühen bäuerlichen Kulturen widersprechen jedoch einer Vermischung und sprechen für die Kolonisation durch Bandkeramiker inklusive mitgebrachter Rinder.
Während der Bandkeramik gibt es drei größere Plateaus bei der Kalibrierung von 14C-Daten, und zwar von 5620 bis 5480 calBC (v. Chr.), 5470–5320 calBC und 5300–5060 calBC. Etwa gleich alte 14C-Daten aus Bruchenbrücken (Wetterau) legen den Schluss einer Einwanderung an den Untermain aus dem Norden nahe. Die aufgrund von 14C-Daten und lithischen Rohmaterialien favorisierte Einwanderungsroute führte abwärts der Elbe von Böhmen nach Sachsen und Sachsen-Anhalt und von dort in die Wetterau. Pioniersiedlungen der ÄLBK wurden auch in den Gemarkungen der unterfränkischen Orte Buchbrunn (Lkr. Kitzingen) und der mittelfränkischen Orte Wallmersbach und Dittenheim ausgegraben. Die Pioniersiedlung in Dittenheim an der Altmühl befördert die Möglichkeit einer Kolonisation Mittel- und Unterfrankens von Südosten her, über Donau und Altmühl. Neben den bereits länger bekannten Siedlungen von Zilgendorf und Altenbanz wurde 2010 auf dem Gemeindegebiet von Bad Staffelstein (Oberfranken) eine weitere große Siedlung der ältesten LBK untersucht. Die 14C-Daten der fränkischen Fundplätze deuten auf einen früheren Beginn ältestbandkeramischer Siedlungen als in den südbayerischen Siedlungskammern, die im südwestlichen Nördlinger Ries, dem Mündungsgebiet der Isar und dem Gäuboden liegen.
Für die Älteste und Ältere LBK Bayerns bestanden überregionale Austauschbeziehungen, was unter anderem durch Silex-Netzwerke angezeigt wird. Siedlungen der jüngeren LBK (zum Beispiel in Bergheim, Lkr. Schrobenhausen) belegen dagegen die Verwendung lokaler Rohmaterialien, in diesem Falle aus anstehendem jurassischem Hornstein.
Die Linearbandkeramischen Gräberfelder in Bayern spiegeln im Gegensatz zum Spätmesolithikum erstmals in der Region die typischen Bestattungssitten sesshafter Kulturen wider. Der tiefgreifende Wandel zeigt sich auch im Bau von Langhäusern und in neuen religiösen Vorstellungen. Letztere sind zum Beispiel in der Jungfernhöhle bei Tiefenellern fassbar, wo in der jüngeren Bandkeramik Sekundärbestattungen niedergelegt wurden.

### Mittelneolithikum
Auf die Linearbandkeramik folgt um 4900 v. Chr. das Mittelneolithikum mit der Stichbandkeramik (StBK), die sich kontinuierlich aus der Vorgängerkultur entwickelte. Die während der Frühphase mit der LBK teils identischen Motive auf den Gefäßen wurden nun nicht mehr in den feuchten Ton geritzt, sondern mit Knochenahlen eingestochen. Ein bekannter Fundort aus dieser Zeit ist zum Beispiel Regensburg-Harting. Seit dem Mittelneolithikum wurden im bayerischen Donauraum Jurahornsteine in Schächten abgebaut. Den eindrucksvollsten Fundplatz stellt das Feuersteinbergwerk von Abensberg-Arnhofen dar. Auch am Ortsrand von Flintsbach gab es Abbaustellen eines lithologisch typischen Vorkommens.
In Niederbayern und Böhmen bis zum Pilsener Becken entstand etwas zeitversetzt zur Stichbandkeramik ab etwa 4800 v. Chr. die Keramik der Gruppe Oberlauterbach mit einer eigenständigen Gefäßverzierung (nach Oberlauterbach, Lkr. Landshut). Eine fünfstufige Gliederung des keramischen Fundgutes vom Ende der Linienbandkeramik bis zum Beginn der Münchshöfener Kultur hatte zuerst Klaus Hautmann herausgearbeitet. Der keramische Stil führt von „echter“ böhmischer Stichbandkeramik zu einer bayerischen Variante (zum Teil zusammen mit einem Teil der Oberlauterbacher Entwicklung als mittleres Südostbayerisches Mittelneolithikum bezeichnet) zum Oberlauterbacher Stil im Sinne von Peter Bayerlein. Den Abschluss bildet Keramik in „Maginger Art“.
Im Jahr 2011 waren aus dem bayerischen Mittelneolithikum 28 Fundplätze mit Gräbern bekannt. Bedeutende Siedlungen der Gruppe Oberlauterbach sind Kothingeichendorf, Künzing-Unternberg, Geiselhöring und Hienheim (Lkr. Kelheim). Gemäß Florian Eibl seien die Kreisgrabenanlagen von Kothingeichendorf und Künzing in der Stichbandkeramik errichtet worden, da Scherben der Gruppe Oberlauterbach jeweils nur im oberen Teil der Grabenverfüllungen zu finden sind. Die Scherben datieren damit lediglich die Verfüllung der Gräben, nicht jedoch die Nutzungsphase der Anlagen. Dasselbe gilt für die Kreisgrabenanlage von Stephansposching, Lkr. Deggendorf.
Aus Siedlungen des Mittelneolithikums, zum Beispiel Eggendorf am Walde, Oberpöring, Ergolding-Siechenhausäcker, Straubing-Lerchenhaid oder Essenbach-Unterwattenbach, sind Fragmente anthropomorpher und zoomorpher Plastik bekannt geworden.
In Unterfranken, besonders dem Main-Gebiet, folgte auf die Linearbandkeramik die mittelneolithische Großgartacher Kultur.

### Jungneolithikum
Den Beginn des Jungneolithikums markiert in Bayern die Münchshöfener Kultur, die mit der ostmitteleuropäischen Lengyel-Kultur verwandt ist. Aufgrund erster Schmuckobjekte aus Kupfer wird diese Kultur alternativ auch der frühen Kupfersteinzeit Mitteleuropas zugeordnet. Namengebend ist der Fundort Münchshöfen bei Straubing. Typisch für die oft flächig ritzlinienverzierte Keramik sind große Fußschalen und so genannte Pilzschultergefäße. Kupferfunde aus dieser Zeit sind äußerst selten, der älteste Fund in Bayern ist ein Ohrring in der Doppelbestattung vom Straubinger Wasserwerk. Am Mitterberg bei Mühlbach am Hochkönig gibt es aus dieser Zeit erste Hinweise auf Kupferbergbau. Gräber sind bislang relativ wenige bekannt. Der jüngste Abschnitt der Münchshöfener Kultur („Spät-Münchshöfen“) war hauptsächlich in Niederbayern verbreitet und gleichzeitig mit der westlich angrenzenden Pollinger Gruppe. Beide Gruppen markieren den Übergang vom frühen zum späten Jungneolithikum, was mit einer Verzierungslosigkeit der Keramik und einiger neuer Gefäßformen einhergeht, wie zum Beispiel Tassen und Krüge.
Auf die späte Münchshöfener Kultur folgt um etwa 3800 v. Chr. die Altheimer Gruppe, benannt nach dem 1914 ausgegrabenen Erdwerk von Altheim-Essenbach (Lkr. Landshut). Weitere Erdwerke dieser Zeitstellung befinden sich in Altdorf (Lkr. Landshut) und Kothingeichendorf (Lkr. Dingolfing-Landau). Die Keramik der Altheimer Gruppe ist vor allem durch so genannte Arkadenränder und Verzierungslosigkeit der Feinkeramik gekennzeichnet. Mit dieser Kultur sind die ältesten Feuchtbodensiedlungen (Pfahlbauten) Bayerns verbunden. Die bedeutendste Pfahlbausiedlung der Altheimer Kultur ist die Prähistorische Siedlung Pestenacker, einer der drei im UNESCO-Welterbe Prähistorische Pfahlbauten um die Alpen gelisteten bayerischen Fundplätze. Weitere Fundplätze der Altheimer Kultur mit Feuchtbodenerhaltung liegen auf der Roseninsel im Starnberger See (UNESCO-Welterbe) und bei Unfriedshausen, in der vermoorten Talaue des Loosbaches in der Nähe von Landsberg am Lech. 1986 wurde der Fundplatz Unfriedshausen-West entdeckt, der zwischen 1994 und 1999 nahezu vollständig durch das Bayerische Landesamt für Denkmalpflege ausgegraben wurde. Bei Sondagen in den Jahren 1999 bis 2002 fand man einige Meter südöstlich des bekannten Dorfes eine Schwestersiedlung. Diese erhielt den Namen Unfriedshausen-Ost und liegt als Forschungsreserve dauerhaft konserviert im Grundwasser. Der Fundplatz ist die dritte der bayerischen Pfahlbau-Siedlungen im UNESCO-Welterbe. Sekundär verbaute Althölzer des 38. und 37. Jh. v. Chr. aus der frühesten Siedlungsphase von Unfriedshausen-Ost belegen, dass im Umfeld der Fundstelle noch ältere Häuser der Altheimer Kultur bestanden haben müssen.
Neben Feuchtbodensiedlungen gibt es im bayerischen Jungneolithikum auch Siedlungen auf Mineralböden. Gräber aus dieser Zeit sind so gut wie unbekannt.

### Spät- und Endneolithikum

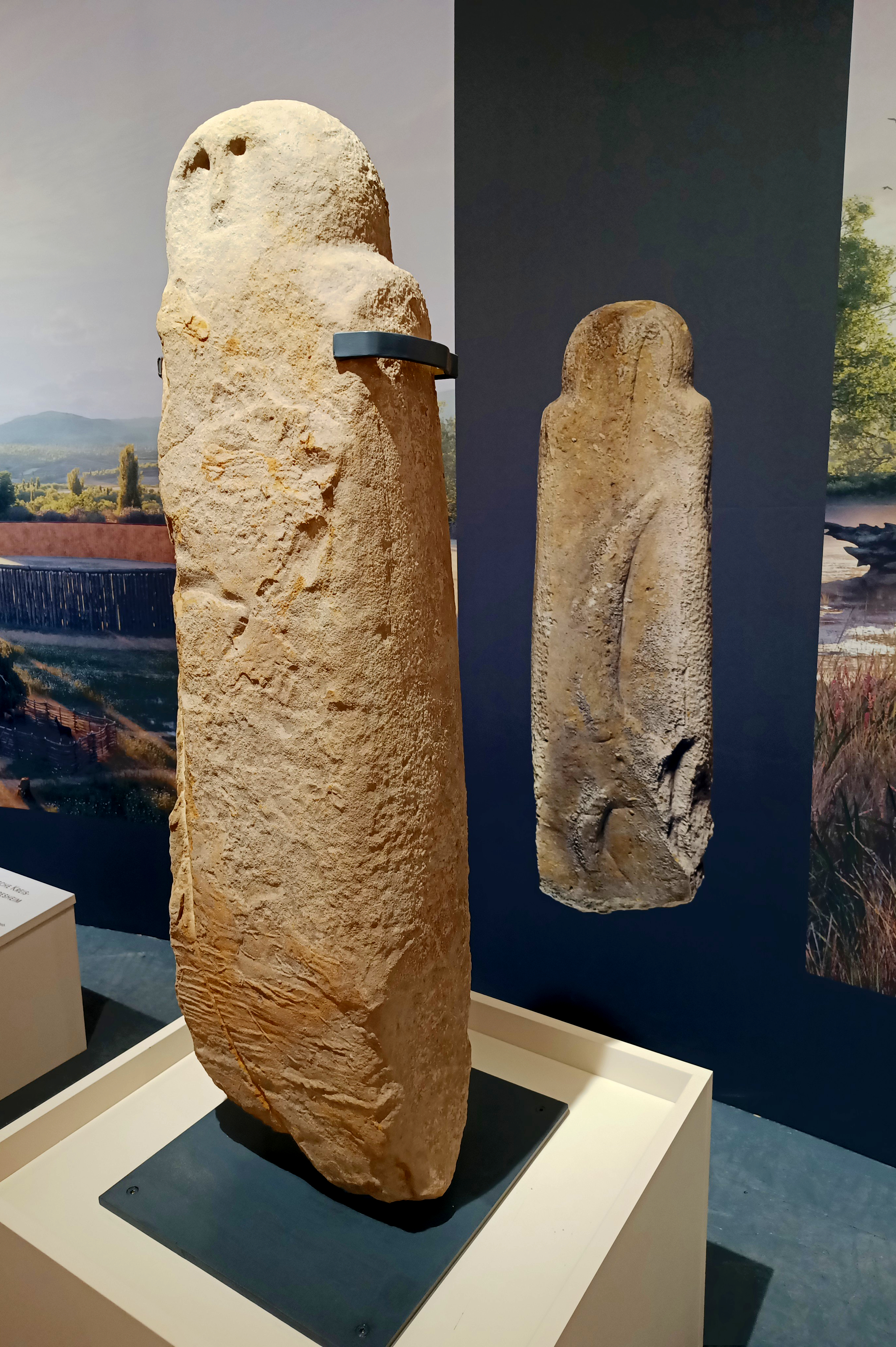
Statuenmenhir von Gallmersgarten

Auf das Jungneolithikum folgt um 3400/3300 v. Chr. das Spätneolithikum mit der Chamer Kultur. Diese wird in Bayern traditionell schon dem Endneolithikum zugerechnet. Der Siedlungsschwerpunkt der Chamer Kultur liegt im bayerischen Donauraum, flussabwärts von Ingolstadt und umfasst erstmals auch die Randhöhen des Bayerischen Waldes. Die mittlere Oberpfalz bildet die Nordgrenze der Verbreitung der Chamer Kultur.
In Nordbayern sind im frühen 3. Jahrtausend v. Chr. hingegen deutliche Einflüsse der mitteldeutschen Bernburger Kultur zu verzeichnen. In Großeibstadt wurden drei Totenhäuser ausgegraben, in denen eindeutigen Grabbeigaben der Bernburger Kultur enthalten waren, zum Beispiel eine typische Bernburger Tontrommel. Den Einfluss von Elementen der westeuropäischen Megalithkultur zeigen auch die „Erlanger Zeichensteine“. Es handelt sich dabei um mehrere Dutzend Sandsteinplatten mit eingeritzten Zeichen, die sekundär als urnenfelderzeitliche Grabeinfassungen verwendet wurden. Die Verzierungen der Steinplatten können aber eindeutig dem megalithischen Formenkreis des Spät- bzw. Endneolithikums zugewiesen werden, dazu gehören Sonnensymbole und stilisierte Wagendarstellungen. Ähnlichkeiten mit spätneolithischen Menhiren des Mittelelb-Saale-Gebietes (heutiges Sachsen-Anhalt) weist auch der so genannte „Ebracher Götze“ auf, wie die tief liegenden, kreisförmigen Augen und ein schweres im Relief herausgearbeitetes Halsband (vgl. Megalithik in Sachsen-Anhalt). Für den Statuenmenhir von Gallmersgarten werden ebenfalls Stilelemente des Endneolithikums geltend gemacht. Im Gegensatz dazu wird den so genannten Bamberger Götzen überwiegend nur ein vorromanisches Alter attestiert. Die Einstufung dieser 1858 in Gaustadt bei Bamberg im Schwemmsand der Regnitz gefundenen Skulpturen wird nach wie vor kontrovers diskutiert, da eine radiometrische Altersbestimmung am Gestein selbst nicht möglich ist.
Aus dem Endneolithikum stammen zahlreiche Fundplätze der Schnurkeramischen Kultur, überwiegend Gräberfelder. Der Siedlungsschwerpunkt der Schnurkeramik lag an der Donau. Die südbayerische Schnurkeramik umfasst etwa 120 gesicherte Grabensembles, darunter fünf Doppel-, zwei Dreifach- und zwei Vierfachbestattungen. Während der Schnurkeramik wurde auch die Fränkische Schweiz besiedelt, wie die Siedlung am Motzenstein bei Wattendorf (Lkr. Bamberg) zeigt.
Die Glockenbecherkultur ist die jüngste neolithische Kultur an der Schwelle zur Frühen Bronzezeit. Die Glockenbecherkultur ist in Franken mit etwa 30 Fundplätzen vertreten, in Südbayern (südlich der Donau) gibt es mehr als 130 Fundstellen. Ein Siedlungsschwerpunkt liegt im Donautal zwischen Regensburg und Künzing, ein anderer im Isartal und in der Münchner Schotterebene.

## Bronzezeit
Die chronologische Gliederung der süddeutschen Bronzezeit geht auf Arbeiten von Paul Reinecke zu Beginn des 20. Jahrhunderts zurück, in denen er die Stufen Bz A bis Bz D definierte.

### Frühe Bronzezeit
Die Frühe Bronzezeit (ca. 2200–1600 v. Chr.) des südlichen Bayerns lässt sich in einen frühen, entwickelten und späten Abschnitt gliedern. Die Straubinger Gruppe beginnt im frühen Abschnitt (Bz A1a, ca. 2200–2000 v. Chr.), repräsentiert jedoch vor allem die entwickelte Frühe Bronzezeit (Bz A1b, ca. 2000–1800 v. Chr.), was im mittleren Donauraum mit der Unterwölblinger Gruppe und der klassischen Aunjetitzer Kultur zu parallelisieren ist. Kennzeichnend sind reich mit Trachtenschmuck ausgestattete Frauengräber, wie aus Parkstetten-Thurasdorf (Lkr. Straubing-Bogen) sowie Kriegergräber, zum Beispiel aus Alteglofsheim (Lkr. Regensburg). Das Ende der entwickelten Frühen Bronzezeit (Bz A2a) ist durch das Belegungsende der großen Flachgräberfelder mit ihren Hockergräbern sowie großer Siedlungen (zum Beispiel Burgweinting und Viecht) markiert.
Die späte Frühbronzezeit (Bz A2b, Bz A2c, Bz B-älter, ca. 1700–1550 v. Chr.) ist durch relativ wenige Gräber repräsentiert, vielmehr durch Depots und Siedlungen mit Keramik der Stilgruppen Sengkofen/Jellenkofen und Landsberg/Arbon. Das Ende der bayerischen Frühen Bronzezeit (während der Stufe Bz B) ist durch die Aufgabe der Höhensiedlungen und das Ende der Deponierungen in Horten gekennzeichnet.

### Mittlere Bronzezeit
Es folgt die mittlere Bronzezeit (1550–1300 v. Chr.) mit den typischen Hügelgräbern, die in der frühen Mittelbronzezeit (Stufe Bz B-jünger, ca. 1550–1500 v. Chr.) aufkommen und dann massenhaft in Stufe Bz C angelegt werden. Dabei wird Stufe Bz C1 (1500–1400 v. Chr.) als entwickelte Mittelbronzezeit bezeichnet, Stufe Bz C2 (1400–1300 v. Chr.) als späte Mittelbronzezeit mit den Leitformen des „Lochhamer Formenkreises“. Kostbare Bernsteinkolliers aus Asenkofen (Ortsteil der Gemeinde Langenbach, Lkr. Freising) und Ingolstadt sind Beispiele für den Bernsteinhandel während der Hügelgräberbronzezeit. Tauschhandel erfolgte offenbar mit ostalpinem Kupfer (Fahlerzkupfer), das nach Norden verhandelt wurde. Vollgriffschwerter mit achtkantigem Griff haben ihren Ursprung in Südbayern und verbreiteten sich bis Südskandinavien.
Weitläufige Handelsbeziehungen ließen in der Frühen Bronzezeit Höhensiedlungen entstehen, wie auf dem Freisinger Domberg. Diese bestanden bis zum Beginn der mittleren Bronzezeit, anschließend traten Befestigungen in den Vordergrund. Die Befestigung bei Bernstorf (Gemeinde Kranzberg, Landkreis Freising) datiert in das 14. Jahrhundert v. Chr. Dendrodaten gemäß wurde die Anlage am Ende der Mittelbronzezeit errichtet. Das Fälldatum der Bauhölzer der Befestigung lag demnach im Zeitraum zwischen 1339 und 1326 v. Chr. Oberflächennahe Funde von insgesamt elf Gegenständen aus Goldblech (Diadem, Brustschmuck, Gürtel, Nadel aus gerolltem Goldblech) sowie zwei innerhalb der Anlage aus der Humusschicht aufgelesene Bernsteinobjekte wurden 1998 und 2000 von Amateuren gemeldet und nach Echtheitsprüfungen von der Archäologischen Staatssammlung angekauft. Im Jahre 2014 wurden die metallurgisch hochreinen Goldfunde aufgrund neuer Analysen als moderne Fälschung entlarvt, was mit einem weiteren externen Gutachten bestätigt wurde.

### Späte Bronzezeit/Urnenfelderzeit
Die Späte Bronzezeit als überregionale Bezeichnung wird in der jüngeren bayerischen Archäologie mit der Urnenfelderkultur gleichgesetzt. Sie entspricht den Stufen Bz D bis Ha B2/3 (ca. 1300–800 v. Chr.). Der Terminus Späte Bronzezeit wird in Bayern nur noch vereinzelt verwendet, wie zum Beispiel bei einem 2011 bei Weihenstephan (Lkr. Landshut) entdeckten Grab einer Frau mit reichem Goldschmuck, das in das 14.–13. Jahrhundert v. Chr. datiert.
Innerhalb des Chronologieschemas der Bronzezeit A–D von Paul Reinecke wurde der letzten Stufe D ein eigenständiger Charakter attestiert und diese von ihm selbst gelegentlich als „endbronzezeitliche Urnenfelderstufe“ bezeichnet. Die Stellung von Bz D war zwischenzeitlich nicht unumstritten, heute wird jedoch wieder die Ansicht Reineckes vertreten und Bz D (zum Teil nur Bz D2) als „frühe Urnenfelderzeit“ bezeichnet. Die Urnenfelderkultur umfasst damit zuzüglich der Stufen Hallstatt A und B – in der von Hermann Müller-Karpe und Lothar Sperber ausgebauten Gliederung – einen Zeitraum von etwa 500 Jahren, von 1300–800 v. Chr. Unter Beibehaltung der auf dem Inventar beruhenden Stufengliederung von Müller-Karpe hat sich lediglich die Datierung vom Ende der Stufe Ha A2 einschließlich Ha B2/3 und der Übergang zur Hallstattzeit zum älteren verschoben. Demnach wird die Gliederung heute wie folgt unterteilt und datiert: Stufe Bz D (1300–1200 v. Chr.) wird als frühe, Ha A1 (1200–1100 v. Chr.) als ältere, Ha A2 (1100–1050/1020 v. Chr.) als mittlere, Ha B1 (1050/1020–950/920 v. Chr.) als jüngere und Ha B2/3 (950/920–850/800 v. Chr.) als späte Urnenfelderzeit bezeichnet.
Ein großer Teil des Fundstoffs der Stufe Bz D stammt aus dem Gebiet des Riegsees („Riegseegruppe“) und der Münchner Schotterebene. Herausragend für diese Zeit ist außerdem das Gräberfeld von Zuchering-Ost (Stadt Ingolstadt) mit 520 Bestattungen, das eine Belegung von Bz D bis Ha B3 aufweist. Die Überhügelung der ältesten Gräber von Zuchering steht noch in der Tradition der Bronzezeit. Auch in Franken wird für Bz D eine kulturelle Kontinuität zur mittleren Bronzezeit verzeichnet. Im Gäuboden und dem niederbayerischen Donautal fand in Bz D und Ha A1 hingegen eine merkliche Entvölkerung statt.
Für die Feingliederung der Stufen Ha A und Ha B sind die fundreiche Münchner Schotterebene und der Raum Kelheim maßgeblich. Das Gräberfeld von Kelheim enthielt allein 263 Urnen.
Siedlungen
Auf dem Gebiet des Freistaates gibt es eine Reihe befestigter Höhensiedlungen der Urnenfelderzeit, die zum Teil während der Hallstattzeit und frühen Latènezeit erneut befestigt wurden. Die Befestigung nutzt in den meisten Fällen Spornlagen geeigneter Berge aus, wie auf der Ehrenbürg bei Forchheim, dem Donaubogen bei Regensburg, dem Frauen-, Wurz- und Arzberg bei Weltenburg, dem Schloss-, Kirchen- und Hirmesberg oberhalb Kallmünz, dem Bogenberg bei Bogen, dem Freisinger Domberg und auf der Reisensburg bei Günzburg. Die Heunischenburg bei Kronach war seit dem 10. Jahrhundert v. Chr. (späte Urnenfelderzeit) zunächst eine hölzerne Befestigung. Die steinerne Ummauerung aus dem 9. Jahrhundert v. Chr. ist die älteste erhaltene Anlage mit einer massiven Steinmauer nördlich der Alpen.
Erst in der Stufe Ha B2/3 werden dörfliche Siedlungen in ackerbaulich genutzten Gunsträumen typisch, die einen Übergang zu den späteren „Herrenhöfen“ der Hallstattzeit zeigen. Ein- oder mehrschiffige Pfostenhäuser mit 4 bis 16 Stützen des Dachbodens sind zum Beispiel aus Plankstetten (Lkr. Neumarkt) belegt. Pfahlreihen nahe der Roseninsel im Starnberger See zeigen wassernahe Uferrandsiedlungen.
Gräber
Die Brandbestattung ist keine exklusiv neue Bestattungsform der Späten Bronzezeit, jedoch ist sie in der Mittelbronzezeit vergleichsweise selten. In der frühen Urnenfelderzeit (Bz D2) weist die südbayerische „Riegseegruppe“ eine Sonderstellung auf, da hier Urnen in körperlangen Gruben bestattet und die Beigaben an den anatomisch einem Körpergrab entsprechenden Stellen der Gruben deponiert wurden. Neu sind in Bayern ab Stufe Ha A1 Urnenbestattungen, die nahe der zugehörigen Siedlungen in großen Friedhöfen angelegt wurden. Ein Beispiel ist der etwa 400 Urnengräber umfassende Friedhof von Burgweinting (Stadt Regensburg), der etwa 25–50 Meter von der Ha A1-zeitlichen Siedlung entfernt lag und über Wege mit dieser verbunden war. Weitere große Friedhöfe der Urnenfelderzeit wurden in Zuchering (900 Gräber), Künzing (650 Gräber), Hurlach (500 Gräber) und Kelheim (300 Gräber) ausgegraben.
Daneben gibt es – fortlaufend seit der Hügelgräberbronzezeit – im Obermainland bis in die Stufe Ha A2 noch Körperbestattungen in Hügelgräbern, zum Teil mit reicher Grabausstattung. Beispiele hierfür sind die Kopfhauben mit Bronzeblechen und anderen Schmuckelementen aus Grundfeld und Schönbrunn (beide Lkr. Lichtenfels), die hier in insgesamt vier Gräbern nachgewiesen sind. Von Bz D bis Ha B2/B3 gab es auf dem Gebiet des heutigen Freistaates auch Körpergräber ohne Hügel. Seltener und Ausdruck einer exponierten sozialen Stellung sind Steinkistengräber, wie das Grab von Acholshausen (Lkr. Würzburg), dass neben 36 Tongefäßen und zwei Bronzenadeln der Stufe Ha A2-B1 einen bronzenen Miniaturkesselwagen enthielt. Das Kammergrab von Eggolsheim (Lkr. Forchheim), das mit einem Hügel von 32 Metern Durchmesser überschüttet wurde, zeugt von der Macht der Eliten. Während Vollgriffschwerter zur typischen Ausstattung gehobener Gräber gehörten, wurden andere Schutzwaffen (Helme, Schilde, Beinschienen) nicht den Toten beigegeben, sondern in Horten niedergelegt. In zwei Gräbern Bayerns (Hart an der Alz, Lkr. Altötting und Poing, Lkr. Ebersberg) treten erstmals vierrädrige Zeremonialwagen auf. In beiden Fällen kamen die Wagen vollständig verbrannt ins Grab, zusätzlich wurden Schwert, Pfeil und Bogen sowie reichhaltige Geschirrsätze beigegeben.
Außerdem ist während der Urnenfelderzeit ein Höhepunkt der Deponierung von Verstorbenen in Schachthöhlen der Fränkischen Alb zu verzeichnen, wobei die Interpretationen von Opferplatz bis zu regulären Bestattungen reichen. Als Opferplatz wurden die Befunde der „Schellnecker Wänd“ bei Essing bezeichnet. Ein weiteres, als regulärer Bestattungsort interpretiertes Beispiel bietet das Peterloch bei Woppental (Gde. Birgland, Landkreis Sulzbach-Rosenberg). Daneben gibt es zweifellos Tierbrandopfer, wie auf dem Weiherberg bei Christgarten (Lkr. Donau-Ries) mit Tausenden verbrannter Schädel- und Fußknochen sowie ca. 6400 urnenfelderzeitlichen Scherben von zerschlagenen Gefäßen.
Depotfunde
In der Urnenfelderzeit nimmt die Deponierung von Wertgegenständen stark zu, was mit den überregional unruhigen Zeiten im Einklang steht. Ein bedeutender Fundplatz mit insgesamt 12 Depotfunden – überwiegend aus der Urnenfelderkultur – ist der Bullenheimer Berg bei Ippesheim, an der heutigen Grenze zwischen Mittel- und Unterfranken gelegen. Der größte Roherzhort stammt von der Rachelburg (Flintsbach am Inn, Lkr. Rosenheim), die eine strategisch wichtige Lage oberhalb des Inntals und damit des Weges von den Nordtiroler Kupferrevieren einnahm.
In die Urnenfelderzeit (Stufe Ha A2/B1) ist auch der Goldhut von Ezelsdorf/Buch (Landkreis Nürnberger Land) zu datieren, einer der vier heute bekannten Goldhüte. Es handelt sich bei dem 1953 gemachten Zufallsfund um einen Depotfund ohne weitere Beifunde.

## Vorrömische Eisenzeit

### Hallstattzeit
Der Wechsel von der Urnenfelderzeit zur älteren Eisenzeit (Hallstattzeit, 800–450 v. Chr.) wird heute vor allem durch die Dendrochronologie gestützt. Für den Beginn von Ha C liefern Hölzer aus dem Wagengrab von Wehringen (Lkr. Augsburg) ein wesentliches Eckdatum, mit 778 ± 5 v. Chr. (Grabhügel 8). Dieses enthielt in der Grabausstattung sowohl urnenfelderzeitliche als auch hallstattzeitliche Stilelemente, so dass der Beginn der Hallstattzeit auf 800 v. Chr. anzusetzen ist.
Siedlungen
Die Siedlungslandschaft Bayerns liegt im Grenzgebiet des östlichen und westlichen Hallstattkreises. Es werden vier Regionalgruppen der Hallstattkultur unterschieden: die unterfränkische, oberfränkische und Oberpfälzer Gruppe sowie die ins heutige Baden-Württemberg reichende Ostalbgruppe. Im 6. Jahrhundert v. Chr. werden markante Höhensiedlungen auf dem Ipf bei Bopfingen (Ostalbkreis) und dem Marienberg in Würzburg errichtet. Schon seit dem Neolithikum bis in die späte Eisenzeit ist der Staffelberg (Gde. Bad Staffelstein, Oberfranken) bedeutend. Davon zeugen heute noch die Reste der Wehranlagen, die die Kelten seit dem 6. Jahrhundert v. Chr. erbaut und mehrfach erneuert haben. Ein seit dem Neolithikum (Michelsberger Kultur, Schnurkeramische Kultur) besiedelter Tafelberg im südlichen Oberfranken ist auch die Ehrenbürg bei Forchheim. Aus dem 5. Jahrhundert v. Chr. ist eine Ummauerung des gesamten Plateaus nachgewiesen, mit einer Gesamtlänge der Befestigung von 3,5 km. Im Zuge der Keltenwanderungen des 4. Jahrhunderts v. Chr. wurde die Anlage aufgegeben. Eine ähnliche Zeitstellung (Späthallstatt- bis Frühlatènezeit) ist auch für den noch weitgehend erhaltenen Ringwall auf der Houbirg bei Happurg (Lkr. Nürnberger Land) anzunehmen. Dieses insgesamt 88 Hektar große Plateau war erstmals in der Urnenfelderzeit befestigt, was aus älteren Wallschüttungen mit Scherben aus dieser Zeit ersichtlich ist.
Erst in den vergangenen Jahrzehnten sind neben den auffälligen Höhensiedlungen auch Flachlandsiedlungen ausgegraben worden. In Marktbreit (Lkr. Kitzingen) wurde eine Gehöftgruppe mit acht Häusern untersucht, die sich um einen freien Platz gruppieren. Weitere Beispiele sind Grafenrheinfeld (Lkr. Schweinfurt) und Eching-Moosinning (Lkr. Erding). Besonders im Donauraum wurden so genannte Rechteckhöfe („Herrenhöfe“) gebaut, wie in Oberstimm (Lkr. Pfaffenhofen) oder Natternberg (Lkr. Deggendorf). Es sind 177 solcher Anlagen mit rechteckigen Palisaden- und Grabenumfriedungen bekannt, von denen etwa 40 archäologisch untersucht wurden. Die jüngsten Herrenhöfe reichen bis in die Frühlatènezeit.
Gräber
Während der Hallstattkultur prägten zum Teil sehr reich mit Beigaben ausgestattete Grabhügel die Landschaft. Ebenerdig errichtete hölzerne Grabkammern wurden oft von einer massiven Steinpackung überdeckt und anschließend mit Erde überhügelt. Die Hügelschüttung wurde meist durch einen randlichen Steinkranz vor Erosion geschützt. In der Anordnung der Grabhügel unterscheiden sich Nord- und Südbayern: Während im Norden die Grabhügel meist auf „Tuchfühlung“ nebeneinander liegen, sind im Süden größere Abstände üblich. Überall gibt es jedoch neben den Hügelgräbern auch Brandbestattungen in Gruben (Brandgrubengräber) bzw. seltener auch Brandschüttungsgräber (mit Urnen), die in den Freiräumen zwischen den Hügeln oder am Rande derselben niedergebracht werden.
In der frühen Hallstattzeit (Ha C) Nordbayerns dominiert in Fortsetzung der urnenfelderzeitlichen Tradition noch die Brandbestattung, wobei der Leichenbrand meist in der westlichen Hälfte der Grabkammer hölzernen deponiert wurde. Ein archäologisch untersuchter und anschließend rekonstruierter Grabhügel der frühen Hallstattkultur (Ha C) liegt im Geisberger Forst bei Naisa (Lkr. Bamberg). Auch in Landersdorf (Lkr. Roth) wurden mehrere Grabhügel nach der Ausgrabung wieder aufgeschüttet. Im Umkreis des Würzburger Marienberges liegen mehrere Großgrabhügel mit bis zu 90 Metern Durchmesser. Ausgrabungen fanden im etwas entfernter gelegenen Fuchsenbühl, einem frühkeltischen, 1981 wieder in seine ursprüngliche Form gebrachten, Großgrabhügel bei Riedenheim statt, wo eine hölzerne Grabkammer von einst 5 mal 4,5 Metern Größe freigelegt wurde.
Mit dem Beginn der späten Hallstattzeit (Ha D1) überwiegt die Körperbestattung, die von Ha D2 bis in die Frühlatènezeit dann die Regel darstellt. Die Toten wurden in gestreckter Rückenlage Süd-Nord gerichtet (Kopf im Süden) beigesetzt, meist in der Westhälfte der Grabkammer. Zur Rechten des Toten werden an der östlichen Seite der Grabkammer die Beigaben aufgereiht.
Grabausstattung
Neben der Schmuck- und Waffenausstattung der ursprünglich vollständig eingekleideten Toten sind umfangreiche Geschirrsätze typische Grabbeigaben. Die Sitte der Schwertbeigabe ist in Nordbayern bis Stufe Ha D1 nachgewiesen, danach kommen in Oberbayern und Schwaben zunehmend Dolche auf.
Die auffälligsten Bestattungen der späten Hallstattzeit sind Wagengräber, die derzeit in Bayern 15 mal belegt sind. Sofern der vierrädrige „Zeremonialwagen“ vollständig beigegeben wurde, platzierte man diesen meist auf der Westseite der Grabkammer. In einigen Fällen (zum Beispiel Demmelsdorf, Lkr. Bamberg oder Großeibstadt, Lkr. Rhön-Grabfeld) wurden nur die vier Räder des Wagens um den Wagenkasten gestellt, die Grabkammer war dann zum Teil nur wenig größer als die Wagenbestattung. Der Achsabstand der Räder betrug zwischen 1,20 m und 1,50 m. In Untereggersberg (Landkreis Kelheim) wurden unter anderem Deichselbeschläge gefunden, so dass von der vollständigen Beigabe des Wagens ausgegangen wird. Der bzw. die Tote wurde stets auf dem Wagenkasten niedergelegt. Das Pferdegeschirr liegt an der Stelle, an der bei einem realen Gespann die Pferde positioniert wären. Tatsächlich sind Pferde jedoch nur in zwei Fundorten in Bayerisch-Schwaben als Mitbestattung nachgewiesen, und zwar in Aislingen (Lkr. Dillingen an der Donau) und Unterfahlheim (Lkr. Neu-Ulm). Im Jahre 2011 wurde das Wagengrab von Otzing (Lkr. Deggendorf) als Block geborgen und unter Laborbedingungen frei präpariert.
Eine weitere Bestattungssitte der späten Hallstattzeit zeigen die Schachthöhlen (so genannte „Opferhöhlen“) der Fränkischen Alb, in denen entsprechend alte Skelette gefunden werden. Die Deponierung in Schächten und Felsspalten greift eine regionale Tradition der Urnenfelderzeit auf, ohne dass es einen direkten Zusammenhang gibt. Ein Beispiel ist die Dietersberghöhle bei Egloffstein (Lkr. Forchheim).
Spezielle Befunde

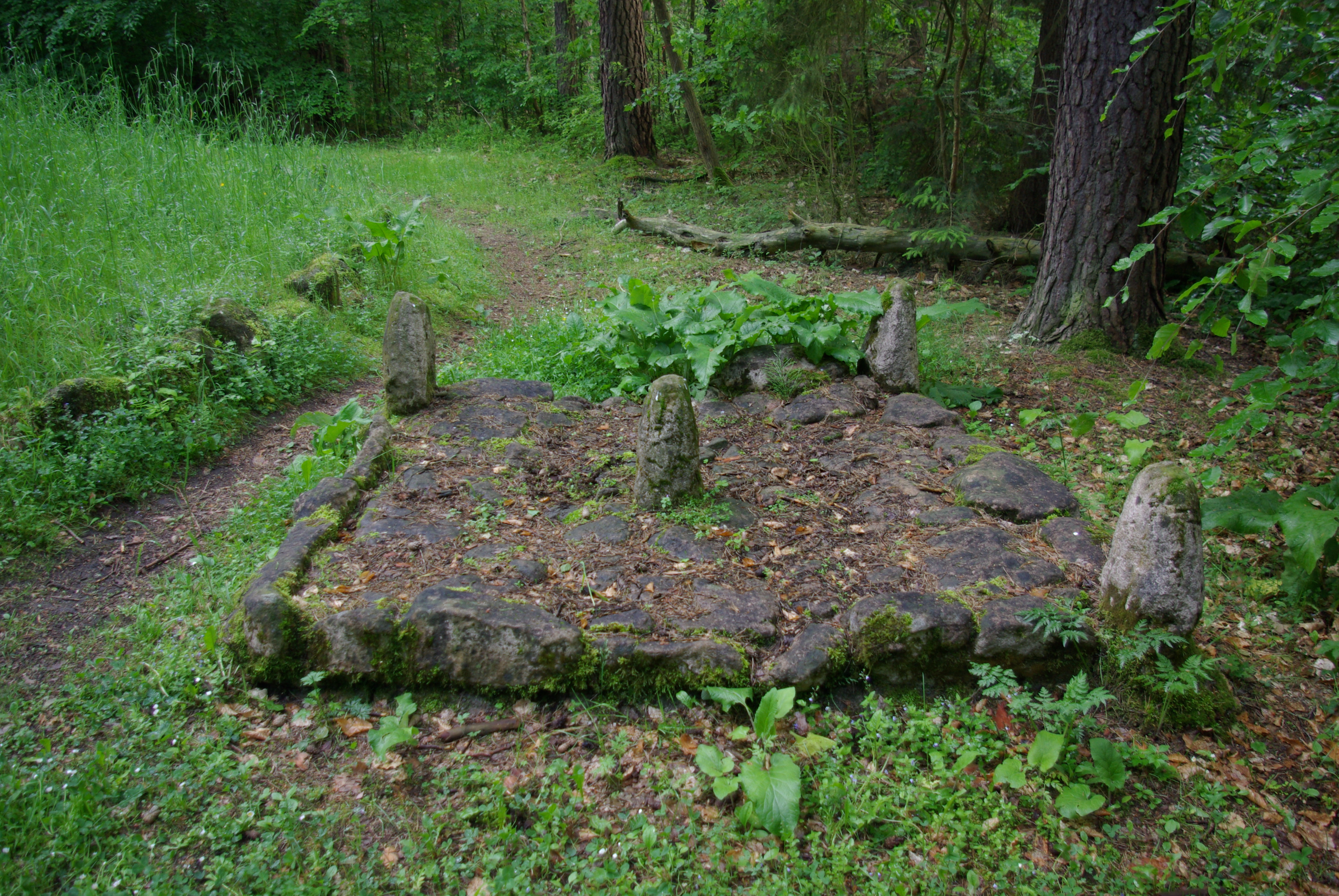
Rekonstruierter „Kosbacher Altar“ am Rand des wieder aufgeschütteten Grabhügels

In Grabhügel 9 eines hallstattzeitlichen Gräberfeldes bei Kosbach nahe Erlangen wurden Funde der älteren Urnenfelderzeit (Ha A, 12.–11. Jahrhundert v. Chr.), der Hallstattzeit (Ha C-D, 8.–5. Jahrhundert v. Chr.) sowie der Latènezeit (Lt A, 5. Jahrhundert v. Chr.) gemacht. Vor Beginn der Ausgrabung im Jahre 1913 hatte der Grabhügel noch eine Höhe von ca. 1,55 m und einen Durchmesser von rund 19 m. Am Fuß des Hügels wurde in der jüngeren Hallstattzeit der sogenannte „Kosbacher Altar“ errichtet, eine quadratische Steinsetzung von 2 × 2 Metern mit vier größeren Ecksteinen und einem figürlichen Pfeiler in der Mitte. Die Rekonstruktion dieses singulären Befundes kann vor Ort besichtigt werden.
Während der späten Hallstattzeit waren Mehrfachbestattungen (zum Beispiel in Niedererlbach, Lkr. Landshut) wie auch Nachbestattungen (Schirndorf, Gde. Kallmünz, Lkr. Regensburg) üblich. In der Stufe Ha D2 wurden diese Nachbestattungen oft in einer zweiten hölzernen Kammer niedergelegt, wie in der Nachbestattung mit Wagen von Weinsfeld (Lkr. Roth) und Demmelsdorf (Lkr. Bamberg). Grabkammern der späten Hallstattzeit konnten in Wehringen (Lkr. Augsburg) und Niedererlbach auf wenige Jahre genau datiert werden, da die Hölzer im Feuchtbodenmilieu noch erhalten waren und mittels Dendrochronologie bestimmbar waren. Organische Artefakte dieser Zeit werden nur bei völligem Fehlen anderer – zum Beispiel stilistischer – Merkmale mit der Radiokarbonmethode datiert, da infolge des so genannten Hallstatt-Plateaus zwischen etwa 750 und 400 v. Chr. in diesem Zeitbereich keine zeitlich auflösbaren Messwerte erzielt werden.
Eine berittene Tonfigur, das Speikerner Reiterlein, wurde als Grabbeigabe im Grabhügelfeld „Schallerholz“ bei Speikern gefunden, einem heutigen Ortsteil der Gemeinde Neunkirchen am Sand (Landkreis Nürnberger Land).

### Latènezeit
Der Übergang zur Latènezeit stellt weder in Nord- noch in Südbayern einen abrupten Wechsel dar. Siedlungen und Gräberfelder der Späthallstattzeit werden fortgesetzt, wobei der Trend der Latènekultur sich in Bayern von Süden nach Norden ausbreitet. Die Höhensiedlungen der Hallstattzeit werden in der Frühlatènezeit fortgeführt. Einzelne mediterrane Luxusgüter zeigen weitläufige Handelsbeziehungen an, zum Beispiel auf der Ehrenbürg bei Forchheim. Hier wurde eine bunte Glasscherbe eines ostgriechischen Parfümfläschchens gefunden (Fundverbleib: Archäologiemuseum Oberfranken).
Folgenschwere Umbrüche sind erst um etwa 410 v. Chr. zu verzeichnen, die zur Aufgabe vieler Siedlungen und Gräberfelder führen. Diese Unruhezeit (410–320 v. Chr.) wird mit den historisch belegten Keltenwanderungen in Verbindung gebracht. An die Stelle der Nachbestattungen in hallstattzeitlichen Grabhügeln treten nun Schachtgräber an neuen Plätzen. War die Totenlage zuvor in Fortsetzung der Hallstatt-Tradition süd-nördlich (Kopf im Süden), so werden die Toten jetzt entgegengesetzt mit dem Kopf nach Norden bestattet. Meist handelt es sich nun um Einzelgräber. Der eklatante Bruch mit den Traditionen wird als sozial-religiöse Umwälzung und gleichzeitige starke Entvölkerung des Landes interpretiert.
Erst mit der Phase Latène B2 (320–260 v. Chr.) nimmt die Zahl der Siedlungen und Gräberfelder wieder zu. Rechteckige oder annähernd quadratische Erdwerke, die so genannten Viereckschanzen, sind in Süddeutschland weit verbreitet (vgl. Liste von Viereckschanzen in Bayern). Ab dieser Zeit kommt es auch zum Bau von befestigten Großsiedlungen, den Oppida. Das prominenteste Beispiel ist das Oppidum von Manching. Einzelne Orte der Spätlatènezeit sind durch schriftliche Quellen der Griechen und Römer überliefert. So sind wahrscheinlich die von Claudius Ptolemäus erwähnten Städte Alcimoennis mit dem Oppidum auf dem Kelheimer Michelsberg und Menosgada mit dem Oppidum auf dem Staffelberg gleichzusetzen. Auch der erstmals im 8. Jahrhundert belegte Name „Radaspona“ für Regensburg geht wahrscheinlich auf eine keltische Bezeichnung der vorchristlichen Zeit zurück. Das Ende der keltischen Besiedlung Bayerns datiert in die Mitte des 1. Jahrhunderts v. Chr., was sich auch mit dem Ende des Manchinger Oppidums manifestiert. Um 60 v. Chr. drangen die Sueben und andere Germanen in das Gebiet zwischen Main und Alpen ein und zerstörten und plünderten alle Siedlungen der Kelten. Der Großteil der Überlebenden wanderte ab. Nachdem die Invasoren wieder nach Westen abgezogen waren, lebten nur noch kleine Dorfgemeinschaften in der Region. Es folgt die Endlatènezeit (Latène D2), die westlich des Inns durch eine bemerkenswerte Armut an archäologischen Hinterlassenschaften gekennzeichnet ist. Mit den Augusteischen Alpenfeldzügen, die im Jahre 15 v. Chr. bayerisches Territorium erreichten, und der anschließenden römischen Besiedlung Südbayerns beginnt die über Schriftquellen definierte Frühgeschichte auf dem Gebiet des heutigen Freistaates.